# مايك هارتمان
مايك هارتمان (بالإنجليزية: Mike Hartman)‏ هو لاعب هوكي الجليد أمريكي، ولد في 7 فبراير 1967 في ديترويت في الولايات المتحدة.

## وصلات خارجية
- مايك هارتمان على موقع دوري الهوكي الوطني (الإنجليزية)
- مايك هارتمان على موقع قاعة مشاهير الهوكي (لاعب أن.إتش.أل) (الإنجليزية)
- مايك هارتمان على موقع EliteProspects.com (الإنجليزية)
- مايك هارتمان على موقع HockeyDB.com (الإنجليزية)
- مايك هارتمان على موقع Hockey-Reference.com (الإنجليزية)